# Kid Pharaon (bande dessinée)
Pour le chanteur français, voir Kid Pharaon (chanteur).
Kid Pharaon est une série de bande dessinée publiée dans la revue Safari, dans les années 1970. Elle raconte les aventures d'un catcheur, ancien pharaon victime d'une malédiction.
Les dessinateurs sont Francisco Solano López, Julio Schiaffino et Geoff Campion.

## L'histoire
Kid Pharaon vainc loyalement les catcheurs qui lui sont opposés, et il essaie de retrouver la réincarnation du vizir qui lui a lancé la malédiction, non pour se venger, mais pour en être délivré. À chaque fois, il affronte le valet de son ennemi juré, au physique de catcheur, mais ces deux personnages arrivent à s'enfuir à chaque fois.
La malédiction de Kid Pharaon le rend vulnérable : s'il est plongé dans l'obscurité, il tombe inconscient. Lorsqu'un combat de catch a lieu la nuit, et qu'il y a une coupure de courant (provoquée par exemple par le fameux valet), il se retrouve sans défense contre son adversaire.
Le premier combat de Kid Pharaon l'oppose à un catcheur qui prétend être un ancien viking. Cet adversaire est tellement impressionné par l'honnêteté de Kid Pharaon qu'il refuse de profiter de sa faiblesse quand l'obscurité survient.
Kid Pharaon est parfois surpris par la technologie moderne : il essaie de souffler une lampe, comme on soufflait autrefois une chandelle.

### Personnages secondaires
Le manager de Kid Pharaon est d'abord l'archéologue Frank Jennings, qui l'a trouvé, endormi depuis des milliers d'années dans une pyramide. C'est un ami sûr.
Jennings est ensuite remplacé par Jerry Smith, un adolescent que Kid Pharaon a rencontré par hasard. L'adolescent avait une jambe dans le plâtre au début de l'histoire, handicap qu'il sait retourner à son avantage en cas de bagarre ; par exemple, il y a une gouttière métallique sous son plâtre : si on tire avec une arme à feu dessus, la balle ricoche et frappe ses ennemis.

## Bandes dessinées comparables
À la même époque, il y avait aussi la série Puma Noir, qui racontait les aventures d'un catcheur amérindien, combattant loyal et fort.